# Spathelia pinetorum
Spathelia pinetorum är en vinruteväxtart. Spathelia pinetorum ingår i släktet Spathelia och familjen vinruteväxter.

## Underarter
Arten delas in i följande underarter:
- S. p. megaphylla
- S. p. pinetorum